# Catocala tapestrina
Catocala tapestrina là một loài bướm đêm trong họ Erebidae. Loài này được Frederic Moore mô tả đầu tiên vào năm 1882. Chúng được tìm thấy ở Trung Quốc, Bhutan, Nepal và Ấn Độ.

## Phân loài
- Catocala tapestrina tapestrina Moore, 1882 (từ Ấn Độ)[6]
- Catocala tapestrina forresti Mell, 1939 (từ Trung Quốc)